# Vasyl Kovalskyj
Vasyl Kovalskyj, též Vasyl Damianovyč Kovalskyj, cyrilicí Василь Даміанович Ковальський, polsky Wasyl Kowalśkyj (13. ledna 1826 Brody – 19. března 1911 Vídeň), byl rakouský právník a politik ukrajinské národnosti z Haliče, v 2. polovině 19. století poslanec Říšské rady.

## Biografie
V letech 1844–1848 studoval ve Lvově a Vídni a v letech 1848–1850 znovu ve Lvově. Během roku 1848 dočasně studia přerušil kvůli účasti na revolučním dění. V roce 1848 byl mezi účastníky Slovanského sjezdu v Praze. Tehdy je Vasil (Vasyl) Kovalskyj uváděn jako chovanec řeckokatolického konviktu ve Vídni. Patřil mezi spoluzakladatele rusínského národního domu v Haliči a působil jako jeho prezident. Napsal ukrajinskou čítanku pro nižší gymnázia. Počátkem 50. let se podílel se na prvních oficiálních překladech rakouské legislativy do ukrajinštiny. Zároveň tehdy studoval práva na Vídeňské univerzitě.
Profesí byl soudcem. V roce 1858 nastoupil ke krajskému soudu v Přemyšli. Roku 1867 se stal radou zemského soudu ve Lvově. Roku 1883 získal titul dvorního rady. V období let 1880–1898 zastával funkci rady vrchního soudního dvora a kasačního soudu ve Vídni. Od roku 1898 působil na postu předsedy senátu vrchního soudního dvora. V roce 1894 mu byl udělen Císařský rakouský řád Leopoldův.
Byl aktivní i politicky. V letech 1867–1882 (podle jiného zdroje od roku 1873 do 80. let 19. století) působil jako poslanec Haličského zemského sněmu. Byl taky poslancem Říšské rady (celostátního parlamentu), kam usedl v prvních přímých volbách roku 1873, za kurii venkovských obcí v Haliči, obvod Stryj, Drohobyč atd. V roce 1873 se uvádí jako Basil Kowalski, c. k. rada vrchního zemského soudu, bytem Lvov. Mandát obhájil ve volbách roku 1879 a zvolen byl i ve volbách roku 1885, nyní za kurii venkovských obcí, obvod Žovkva, Sokal atd.
V parlamentu zastupoval provládní rusínský blok. Ten v roce 1873 čítal 15-16 poslanců (jeden poslanec, Stepan Kačala, kolísal mezi rusínským a polským táborem). Kovalskyj náležel mezi čtyři rusínské poslance z řad státních úředníků. Rusíni zpočátku v roce 1873 tvořili jen volnou skupinu, která v parlamentu vystupovala jako spojenec německorakouské centralisticky a liberálně orientované Ústavní strany. Brzy však vznikl samostatný Rusínský klub. Jako člen Rusínského klubu se uvádí i v roce 1878. V prosinci 1882 se přidal k nově ustavenému poslaneckému Coroniniho klubu, oficiálně nazývanému Klub liberálního středu, který byl orientován vstřícněji k vládě Eduarda Taaffeho. Za člena Coroniniho klubu se uvádí i po volbách do Říšské rady roku 1885.
Zemřel v březnu 1911 ve Vídni ve věku 85 let. Pohřeb se konal z řeckokatolického kostela svaté Barbory na vídeňský ústřední hřbitov.